# گرمابه تنکابنی
گرمابه تنکابنی مربوط به دوره قاجار است و در قزوین، خیابان امام خمینی، تقاطع خیابان مولوی واقع شده و این اثر در تاریخ ۱۷ اسفند ۱۳۸۱ با شمارهٔ ثبت ۷۸۶۶ به‌عنوان یکی از آثار ملی ایران به ثبت رسیده است.